# Nanocambridgea grandis
Nanocambridgea grandis là một loài nhện trong họ Stiphidiidae.
Loài này thuộc chi Nanocambridgea. Nanocambridgea grandis được A. D. Blest & C. J. Vink miêu tả năm 2000.